# Наталия Гинзбург
Наталѝя Гѝнзбург (на италиански: Natalia Ginzburg), родена Наталѝя Лѐви (Natalia Levi), е италианска писателка, драматург, преводачка и политик, основна фигура в италианската литература на XX век.

## Биография

### Произход
Наталия Леви е родена на 14 юли 1916 г. в град Палермо, Сицилия, като дъщеря на Джузепе Леви, известен еврейски учен от Триест, и Лидия Танци, католичка от Милано, сестра на писателката Друзила Танци. Семейството ѝ включва видни обществени личности. Баща ѝ е университетски професор-антифашист, който, заедно с тримата си братя, е затворен и съден по обвинения в антифашизъм. Наталия и нейните трима братя и една сестра са отгледани като атеисти от родителите им.

### Образование и литературна дейност
Наталия прекарва детството и юношеството си в Торино, Северна Италия. Самата тя говори за ранната си младост в някои автобиографични текстове, публикувани предимно в напреднала възраст, включително I baffi bianchi („Белите мустаци“) (1970). Завършва началното си образование като частна ученичка, като по този начин прекарва детството си в самота. От ранна възраст се посвещава на писането на поезия. След това се записва в гимназията „Виторио Алфиери“ в Торино, преживявайки прехода към държавно училище като травма. Още през гимназиалните си години се посвещава на писането на разкази и кратки текстове, преди всичко Un'assenza („Липса“), публикуван по-късно в сп. „Летература“ през 30-те години. Вместо това изоставя поезията; на 13-годишна възраст изпраща някои от своите съчинения на Бенедето Кроче, който изразява отрицателно мнение за тях.
Дебютира през 1933 г. с първия си разказ I bambini („Децата“), публикуван от списание „Солария“. През 1938 г. се омъжва за Леон Гинзбург (Лев Фьодорович Гинзбург), украински евреин, един от изследователите на руската литература на XIX век и неин преводач на италиански език, с чието фамилно име впоследствие Наталия подписва всичките си произведения. От техния съюз се раждат двама сина и една дъщеря: Карло (15 април 1939 г., Торино), известен историк и есеист, Андреа (Торино, 9 април 1940 г., Торино – 4 март 2018 г., Болоня) и Алесандра (20 март 1943 г., Пицоли). През тези години писателката установява връзки с основните представители на антифашизма в Торино и по-специално с интелектуалците от издателство „Ейнауди“, където съпругът ѝ, университетски професор по руска литература, е сътрудник от 1933 г.
През 1940 г. следва съпруга си, изпратен в затвора по политически и расови причини, до Пицоли в Абруцо, където остава до 1943 г.
През 1942 г. пише и публикува, под псевдонима Алесандра Торнимпарте, първия си роман, озаглавен La strada che va in città („Пътят, който отва в града“), препечатан през 1945 г. с нейното име.
След смъртта на съпруга си, измъчван и убит от нацистите през февруари 1944 г. в римския затвор „Реджина Чели“, през октомври същата година Наталия пристига в Рим, наскоро освободен, и започва работа в издателство „Ейнауди“. През есента на 1945 г. се завръща в Торино, където се завръщат и родителите ѝ и трите ѝ деца, които са се укрили в Тоскана през месеците на германската окупация.
През 1947 г. е публикуван вторият ѝ роман È stato così („Беше така“). Той печели литературната награда „Темпо“.
В същия този период тя дава отрицателно мнение за публикуването на книгата на Примо Леви „Нима това е човек“. Книгата е публикувана от малкото издателство „Де Силва“ на Франко Антоничели в тираж от 2500 екземпляра и едва през 1958 г. е преиздадена от изд. „Ейнауди“, превръщайки се във великата класика, която е позната днес.
През 1950 г. се омъжва за Габриеле Балдини, професор по английска литература и директор на Италианския културен институт в Лондон, от когото ражда дъщеря Сузана (4 септември 1954 г. – 15 юли 2002 г.) и син Антонио (6 януари 1959 г. – 3 март 1960 г.), и двамата с увреждания. За писателката започва богат период на литературно творчество, което се оказва предимно ориентирано към темите на паметта и психологическото изследване. През 1952 г. публикува „Tutti i nostri ieri“ („Всички наши вчера“), през 1957 г. сборника с дълги разкази „Valentino“, който печели наградата „Виареджо“, и романа „Sagittario“ („Стрелец“), през 1961 г. „Le voci della sera“ („Вечерни гласове“), който, заедно с дебютния ѝ роман, по-късно е събран през 1964 г. в сборника „Cinque romanzi brevi“ („Пет къси романа).
През 1962 г. публикува сборникът с разкази и есета „Le piccole virtù“ („Малки добродетели“), а през 1963 г. печели наградата „Стрега“ за „Lessico famigliare“ („Семейна лексика“) – мемоари, които са добре приети от критиката и публиката.
През следващото десетилетие в художествената литература и в журналистиката следват книгите „Mai devi domandarmi“ (1970) и „Vita imaginaria“ (1974). През този период Гинзбург е редовна сътрудничка на вестник „Кориере дела Сера“, който публикува множество нейни редакционни статии на теми, свързани с литературната критика, културата, театъра и развлеченията. Сред тях са нейният критичен прочит, от женска гледна точка, на филма „Шепот и викове“ получава силен отзвук в националната литературна и културна панорама, превръщайки се в отправна точка за бергмановата критика.
В последвалите си произведения писателката, която се доказва и като отлична преводачка с „Пътят на Суан“ на Марсел Пруст, изследва темите за семейния микрокосмос по-задълбочено с романа Caro Michele от 1973 г., разказа Famiglia („Семейство“) от 1977 г., епистоларния роман La città e la casa („Градът и домът“) от 1984 г., както и книгата от 1983 г. La famiglia Manzoni („Семейство Манцони“), разглеждан от есеистична гледна точка.
Гинзбург е авторка и на комедии, включително Ti ho sposato per allegria („Омъжих се за теб с радост“) през 1965 г. и Paese di mare („Морско селище“) през 1972 г.

### Политически активизъм
1969 г. е повратна в живота на писателката: вторият ѝ съпруг умира, докато т. нар. „Период на стратегията на напрежението“ започва в Италия с клането на площад „Фонтана“, Гинзбург засилва ангажимента си, като се посвещава все по-активно на политическия и културния живот на страната, в хармония с мнозинството войнствени италиански интелектуалци, ориентирани към леви позиции.
През 1971 г. тя се подписва, заедно с множество интелектуалци, автори, художници и режисьори, под отвореното писмо до сп. „Еспресо“ по случая Пинели – документ, чрез който осъжда, във връзка със смъртта на Джузепе Пинели, предполагаемата отговорност на полицейските служители от полицейското управление в Милано (с особен акцент върху комисар Луиджи Калабрези). Тази ѝ позиция е прпомнена на няколко пъти от пресата след брака на племенницата на Гинзбург, Катерина, с Марио Калабрези, син на комисаря, който междувременно е убит. През октомври 1971 г. вестник „Лота Контнуа“, свързан с позициите на едноименната крайнолява извънпарламентарна група, публикува самоосъждане (подписано от няколко известни интелектуалци, вкл. и Гинзбург), адресирано до прокурора в Торино, който разследва някои от неговите активисти и бивши редактори за подбуждане към престъпления.
През 1976 г. участва в оневинителната кампания в полза на Фабрицио Панциери и Алваро Лояконо – двамата активисти от извънпарламентарната група Потере Операйо, които по-късно са осъдени за престъпленията, в които са обвинени (включително убийството на гръцкия студент националист Микис Мантакас).
През 1983 г. е избрана в Италианския парламента в листите на Италианската комунистическа партия.
На 25 март 1988 г. пише известната статия за в. „Унитà“ Quella croce rappresenta tutti („Онзи кръст представя всички“), защитавайки присъствието на разпятието в училищата и противопоставяйки се на протестите от онези години.
Умира в Рим на 8 октомври 1991 г. на 75 г. Погребана е в гробището Верано в Рим.

## Произведения

### Романи
- La strada che va in città, 1942, като Алесандра Торнимпарте
- È stato così, 1947
- Tutti i nostri ieri, 1952
- Valentino, 1957
- Sagittario, 1957
- Le voci della sera, 1961
Вечерни гласове, изд. „Народна култура“, 1987
- Lessico famigliare, 1963
- Caro Michele, 1973; 1995
- Famiglia, 1977
- La famiglia Manzoni, 1983
- La città e la casa, 1984

### Сборници
- La strada che va in città e altri racconti, 1945
- Le piccole virtù, 1962
- Cinque romanzi brevi, 1964
- Opere, vol. I, 1986
- Opere, vol. II, 1987

### Документалистка
- Marcel Proust, poeta della memoria, в Giansiro Ferrata e Natalia Ginzburg, Romanzi del '900, vol. I, 1956.
- Le piccole virtù, 1962; 2005.
- Mai devi domandarmi, 1970; 1989; 2002
- Vita immaginaria, 1974; 2021
- Serena Cruz o la vera giustizia, 1990.
- Non possiamo saperlo. Saggi 1973-1990, 2001
- Un'assenza. Racconti, memorie, cronache 1933-1988, 2016.

### Драматургия
- Ti ho sposato per allegria, 1966.
- Ti ho sposato per allegria e altre commedie, 1968
- Paese di mare e altre commedie, 1971
- Teatro, Nota di Natalia Ginzburg, 1990
- Tutto il teatro, a cura di Domenico Scarpa, Nota di N. Ginzburg, 2005.

## Преводи
- Vercors, Il silenzio del mare, 1945
- Marcel Proust, La strada di Swann, 1946; 1991
- Gustave Flaubert, La signora Bovary, 1983
- Molyda Szymusiak, Il racconto di Peuw, bambina cambogiana, 1986
- Marguerite Duras, Suzanna Andler, 1987
- Sirkku Talja, Non mi dimenticare, 1988
- Guy de Maupassant, Una vita, 1994